# دون وينسلو
دون وينسلو (بالإنجليزية: Don Winslow)‏ (31 أكتوبر 1953، نيويورك في الولايات المتحدة)؛ كاتِب، سيناريست وروائي أمريكي. درس في جامعة نبراسكا- لينكولن.

## روابط خارجية
- دون وينسلو على موقع IMDb (الإنجليزية)
- دون وينسلو على موقع مونزينجر (الألمانية)
- دون وينسلو على موقع أول موفي (الإنجليزية)
- دون وينسلو على موقع ديسكوغز (الإنجليزية)
- دون وينسلو على موقع قاعدة بيانات الفيلم (الإنجليزية)